# E-skiktet
E-skiktet kallas höjdintervallet 90 - 150 km över markytan. Det räknas alltså till jonosfären. E-skiktet karaktäriseras av höga koncentrationer av joniserade molekyler. 
En intressant egenskap hos e-skiktet är att det reflekterar många typer av radiovågor, och därmed möjliggör att man kommunicerar via radio, även när den andra parten befinner sig långt under horisonten. 